# Wrestle Kingdom I
Wrestle Kingdom I fue la primera edición de Wrestle Kingdom, un evento pago por visión (PPV) de lucha libre profesional realizado por la New Japan Pro-Wrestling. Tuvo lugar el 4 de enero de 2007 desde el Tokyo Dome en Tokio, Japón.

## Resultados
En paréntesis se indica el tiempo de cada combate:
- Masanobu Fuchi, El Samurai & Ryusuke Taguchi derrotaron a Nobutaka Araya, Kikutaro & Akira Raijin (8:20) 
  - Taguchi cubrió a Kikutaro después de un «Dodon».
- World Class Tag Team (Gedo & Jado) derrotaron a Tokyo Gurentai (MAZADA & NOSAWA Rongai) (13:06)
  - Gedo cubrió a Rongai después de un «Diving Splash».
- Tomohiro Ishii, Togi Makabe & Toru Yano derrotaron a D'Lo Brown, Buchanan & Travis Tomko (9:36)
  - Makabe cubrió a Buchanan después de un «Running Lariat».
- Voodoo Murders (TARU, Giant Bernard, RO'Z & Suwama) derrotaron a Riki Chōshū, Takashi Iizuka, Manabu Nakanishi & Naofumi Yamamoto (15:38)
  - Suwama cubrió a Yamamoto después de un «Bridging Belly to Back Suplex».
- Kaz Hayashi, Wataru Inoue, Kōji Kanemoto, Taka Michinoku & Tiger Mask IV derrotaron a Shuji Kondo, Jushin Liger, Milano Collection A.T., Minoru & YASSHI (13:01)
  - Tiger cubrió a YASSHI con un «Tiger Suplex».
- Toshiaki Kawada derrotó a Shinsuke Nakamura (19:02)
  - Kawada cubrió a Nakamura después de dos «Dangerous Kick».
- Minoru Suzuki derrotó a Yuji Nagata reteniendo el Campeonato Triple Corona Peso Pesado de la AJPW (17:22)
  - Suzuki ganó por decisión del árbitro.
- Hiroshi Tanahashi derrotó a Taiyō Kea reteniendo el Campeonato Peso Pesado de la IWGP (17:09)
  - Tanahashi cubrió a Kea después de un «High Fly Flow».
- Masahiro Chono & Keiji Mutoh derrotaron a Satoshi Kojima & Hiroyoshi Tenzan (18:43)
  - Chono forzó a Tenzan a rendirse con un «STF».